# Johann August Nahl
Johann August Nahl, nommé l'Ancien à cause de son fils homonyme (né le 22 août 1710 à Berlin et mort le 22 octobre 1781 à Cassel) était un sculpteur et stucateur allemand, très actif en Suisse.
On lui doit entre autres des sculptures virtuoses qui ornent le buffet de l'orgue de la Collégiale Saint-Vincent de Berne et il achève dans cette même ville le chantier prestigieux du Erlacherhof. Il est l'auteur aussi de la salle des fêtes du château de Bremgarten, de l'épitaphe en stuc de Beat Ludwig May dans l'église protestante de Thoune (1748), et de deux monuments funéraires remarquables dans l'église de Hindelbank (de), l'un de Jérôme d'Erlach (de), l'autre de Magdalena Langhans (morte en 1751).
Nahl était lié d'amitié au sculpteur Johann Friedrich Funk I.      